# Konjšica
Konjšica is een plaats in Slovenië en maakt deel uit van de gemeente Litija in de NUTS-3-regio Osrednjeslovenska. De plaats telde 113 inwoners op 1 januari 2020.
In dit nietige plaatsje ligt de grote dirigent Carlos Kleiber begraven, samen met zijn vrouw Stanislava Brezovar.